# Piper kawakamii
Piper kawakamii là một loài thực vật có hoa trong họ Hồ tiêu. Loài này được Hayata miêu tả khoa học đầu tiên năm 1911.